# Józefów (gmina Bełchatów)
Józefów – wieś w Polsce, położona w województwie łódzkim, w powiecie bełchatowskim, w gminie Bełchatów.
W latach 1975–1998 miejscowość należała administracyjnie do województwa piotrkowskiego.